# پردیس سینمایی گلستان
پردیس سینمایی گلستان یک سینما در شهر شیراز، ایران است.
این سینما که در سال ۱۳۹۵ تأسیس شده هم‌اکنون متعلق به بخش خصوصی می‌باشد و دارای سه سالن نمایش می‌باشد.